# Ráquira
Ráquira es un municipio colombiano de la provincia de Ricaurte en el departamento de Boyacá. Está situado a unos 60 kilómetros de Tunja. Es considerada como la capital artesanal de Colombia y fue galardonada por las Corporaciones Nacionales de Turismo en 1994  como uno de los pueblos más hermosos del departamento, gracias a la gran pintoresca decoración de sus casas. También existe una cerámica de Ráquira.

## Toponimia
El nombre de Ráquira proviene del muisca, y significa "lugar de las ollas".[cita requerida] Antes de la conquista española, este lugar era conocido con el nombre de Taquira entre los pueblos amerindios.

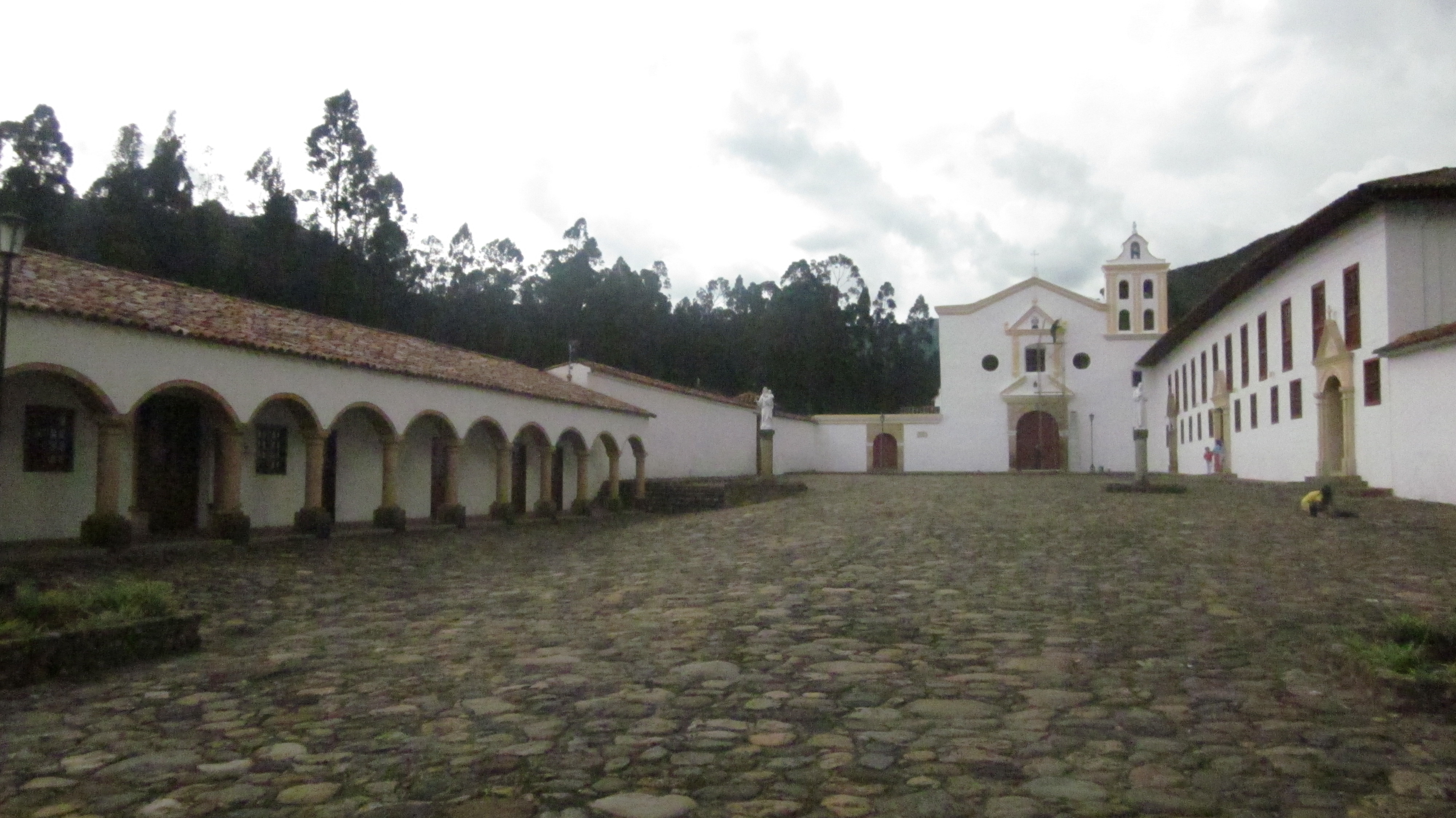
Convento Monasterio La Candelaria

## Historia
Poblado por las tribus táquiras, ráquiras y mocabitas de la Confederación Muisca, en 1537 Gonzalo Jiménez de Quesada encontró bohíos y parcelas donde se cultivaban papa y maíz. Por 1580, fray Francisco de Orjuela fundó el actual poblado en su emplazamiento definitivo.

## Geografía

### Límites
| Noroeste: Tinjacá                                     | Norte: Sutamarchán            | Nordeste: Sáchica |
| Oeste: San Miguel de Sema                             |                               | Este: Samacá      |
| Suroeste: Fúquene ( Cundinamarca) (Laguna de Fúquene) | Sur: Guachetá ( Cundinamarca) | Sureste: Samacá   |

## Economía
El principal factor de ingreso económico de Ráquira son sus productos artesanales, que se caracterizan por sus trabajos en arcilla, tejidos de sacos, canastos, vestidos, hamacas, alfarería, todos de gran belleza. 
La arcilla era trabajada en la región desde antes de la llegada de los españoles a los territorios americanos y desde ese momento ha sido el centro de la economía, al punto que actualmente es exportada a varias partes de Estados Unidos y de Europa.
El municipio posee un clima templado bastante agradable, un poco más cálido que el de otros pueblos ubicados en el altiplano. Su temperatura promedio es de 17 °C. 

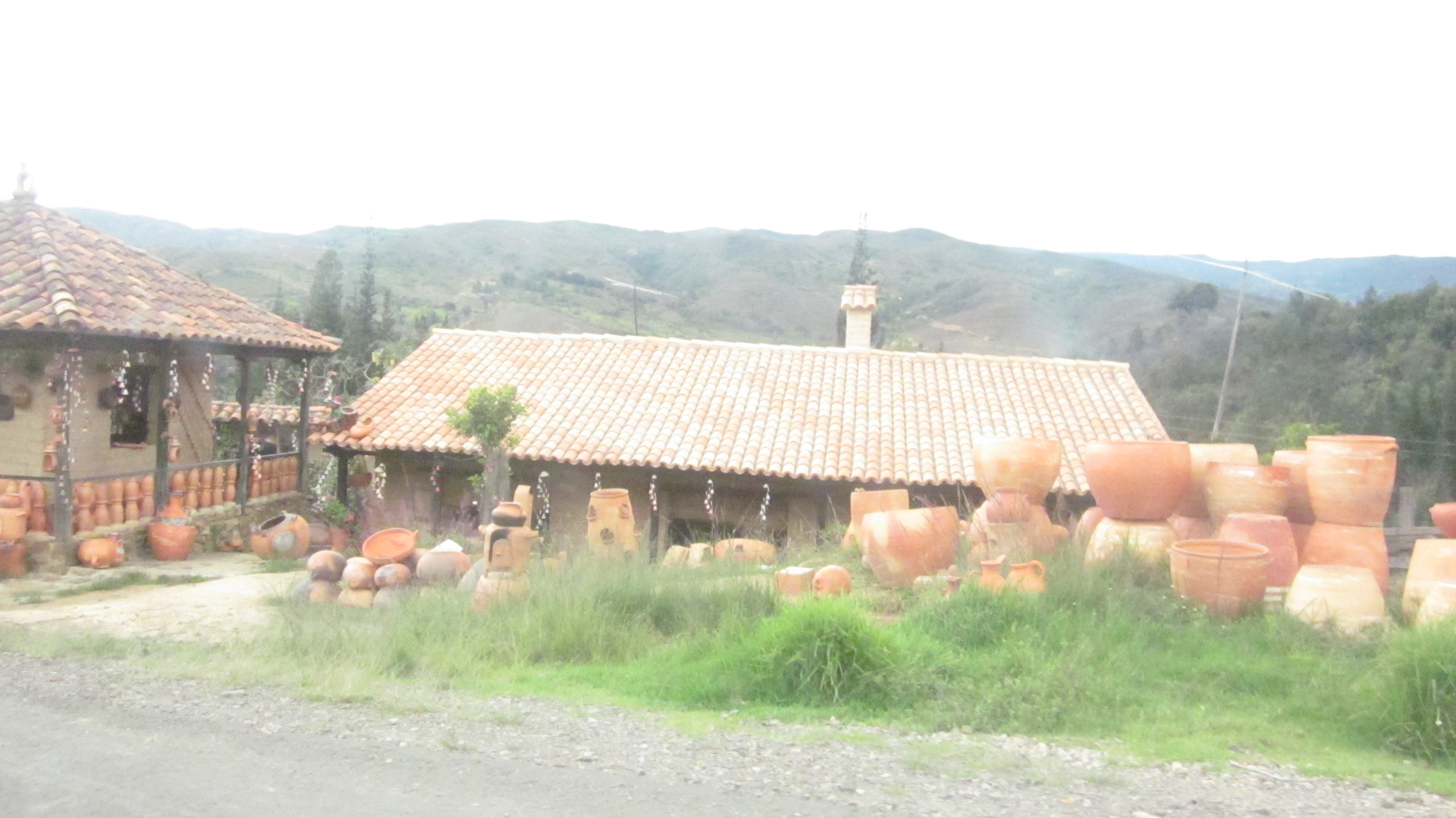
Artesanías en arcilla en Ráquira

## Personajes ilustres
- Jorge Velosa, cantante de música carranguera.
- Santiago Rodríguez Ruiz, ganador del Gran Premio del Gran Salón BAT de Arte Popular, Colombia y el Medio Ambiente,[5] con la obra Mujer con ruana, en modelado en arcilla.[6] La ceremonia fue en el Museo Nacional de Colombia.[6]

## Servicios públicos
- Energía Eléctrica: Empresa de Energía de Boyacá (EBSA), es la empresa prestadora del servicio de energía eléctrica.
- Gas Natural: Vanti es la empresa distribuidora y comercializadora de gas natural en el municipio.